# Mierzejewo (Mrągowo)
Mierzejewo [mjɛʐɛˈjɛvɔ] (deutsch Mnierczeiewen, 1928 bis 1945 Mertenau) ist ein Ort in der polnischen Woiwodschaft Ermland-Masuren. Er gehört  zur Gmina Mrągowo (Landgemeinde Sensburg) im Powiat Mrągowski (Kreis Sensburg).

## Geographische Lage
Mierzejewo liegt nordwestlich des Jezioro Mierzejewskie (Groß Notister See) in der östlichen Mitte der Woiwodschaft Ermland-Masuren. Bis zur früheren Kreisstadt Lötzen (polnisch Giżycko) sind es 26 Kilometer in nordöstlicher Richtung, und bis zur heutigen Kreismetropole Mrągowo (Sensburg) zehn Kilometer in südwestlicher Richtung.

## Geschichte
Gegründet wurde der damals Mörsöwen genannte kleine Ort im Jahre 1427. Vor 1818 noch Mnierziewen, nach 1818 Mnierczeiewen genannt, wurde das Dorf am 6. Februar 1928 in Mertenau umbenannt.
Von 1874 bis 1945 gehörte Mnierczeiewen zum Amtsbezirk Groß Jauer (polnisch Jora Wielka). Er war Teil des Kreises Lötzen im Regierungsbezirk Gumbinnen (1905 bis 1945: Regierungsbezirk Allenstein) in der preußischen Provinz Ostpreußen.
Sitz des zuständigen Standesamtes war bis 1945 ebenfalls Groß Jauer. 
Im Jahr 1910 lebten in Mnierczeiewen 113 Einwohner. Ihre Zahl stieg leicht bis 1933 auf 122 und belief sich 1939 noch auf 116.
Aufgrund der Bestimmungen des Versailler Vertrags stimmte die Bevölkerung im Abstimmungsgebiet Allenstein, zu dem Mnierczeiewen gehörte, am 11. Juli 1920 über die weitere staatliche Zugehörigkeit zu Ostpreußen (und damit zu Deutschland) oder den Anschluss an Polen ab. In Mnierczeiewen stimmten 100 Einwohner für den Verbleib bei Ostpreußen, auf Polen entfielen keine Stimmen.
1945 kam das inzwischen „Mertenau“ genannte Dorf in Kriegsfolge mit dem gesamten südlichen Ostpreußen zu Polen und erhielt die polnische Namensform „Mierzejewo“. Heute ist es Sitz eines Schulzenamtes (polnisch sołectwo), in das auch der Nachbarort Sądry (Zondern) eingeschlossen ist. Als solches gehört es zum Verbund der Gmina Mrągowo (Landgemeinde Sensburg) im Powiat Mrągowski (Kreis Sensburg), vor 1998 zur Woiwodschaft Olsztyn, seither zur Woiwodschaft Ermland-Masuren zugehörig.

## Religion
Mnierczeiewen war bis 1945 in die evangelische Kirche Königshöhe in der Kirchenprovinz Ostpreußen der Kirche der Altpreußischen Union und in die katholische Pfarrkirche St. Adalbert in Sensburg im Bistum Ermland eingepfarrt. 
Heute gehört Mierzejewo zur evangelischen Kirchengemeinde in Użranki in der Diözese Masuren der Evangelisch-Augsburgischen Kirche in Polen bzw. zur katholischen Pfarrkirche in Użranki im Bistum Ełk der Römisch-katholischen Kirche in Polen.

## Verkehr
Mierzejweo liegt verkehrsgünstig an der polnischen Landesstraße DK 59 (frühere deutsche Reichsstraße 140), die die Kreisstädte Giżycko (Lötzen) und Mrągowo (Sensburg) miteinander verbindet und bis in den Powiat Szczycieński (Kreis Ortelsburg) führt. 